# حضارة المقبرة إتش

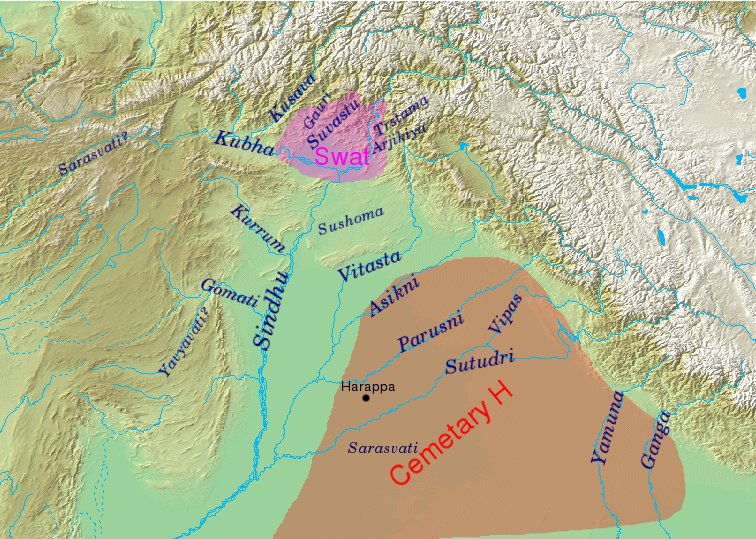

حضارة المقبرة إتش هي حضارة قامت في العصر البرونزي في منطقة بنجاب في الجزء الشمالي من شبه القارة الهندية، بدءًا من عام 1900 ق. م. تقريبًا وحتى عام 1300 ق. م. وهي تُعد صورة إقليمية من المرحلة الأخيرة لحضارة وادي نهر السند (إلى جانب حضارة الجوكار في إقليم السند وحضارة رانغبور في إقليم كجرات).

## الأصل
استوطنت حضارة المقبرة إتش منطقة بنجاب في ما يُعرف حاليًا بالهند وباكستان. سُميت تلك الحضارة بهذا الاسم نسبةً إلى المقبرة التي عُثر عليها في «المنطقة إتش» في قرية هارابا في باكستان. يعود تاريخ تلك الحضارة إلى فترة ما بين عام 1900 ق. م. تقريبًا إلى عام 1300 ق. م.
طبقًا لكلام عالم الآثار محمد رفيق موغال فإن حضارة المقبرة إتش نشأت في الجزء الشمالي من حضارة وادي السند قرابة عام 1700 ق. م. كجزء من طور بنجاب، وهو أحد ثلاثة أطوار حضارية نشأت في عصر التوطين أو «طور السند المتأخر» المنتمي لحضارة وادي السند. وطبقًا لكلام الباحث جوناثان كينور فإن حضارة المقبرة إتش «تعكس الاختلاف في بؤرة تركيز تنظيم التوطين عن نمط طور حضارة وادي السند المبكر، ولكنها لا تُعد نقطة انقطاع حضاري، أو اضمحلال حضري، أو احتلال أجنبي، أو هجرة كما كان مُفترضًا في السابق». يزعم كينور ومالوري وأدامز أيضًا بوجود «صلة قرابة بيولوجية واضحة» بين حضارة المقبرة إتش وسكان وادي السند الأوائل.
تقترن بعض صفات حضارة المقبرة إتش بحضارة نهر سوات، ويُعد ذلك دليلًا على الهجرة الهندوآرية باتجاه شبه القارة الهندية. طبقًا لكلام الباحث أسكو باربولا فإن حضارة المقبرة إتش تمثل الموجة الأولى من الهجرة الهندوآرية التي بدأت في عام 1900 ق. م.، ويليها مرحلة الهجرة إلى بنجاب في الفترة 1700–1400 ق. م. وطبقًا لكلام الباحث كوشار فإن المرحلة الرابعة من حضارة نهر سوات شاركت في إنشاء طور المقبرة إتش في منطقة بنجاب في الفترة 2000–1800 ق. م.، بينما امتصت المرحلة الخامسة من حضارة نهر سوات حضارة المقبرة إتش مما أدى إلى ظهور حضارة الأدوات الرمادية المطلية التي استمرت حتى عام 1400 ق. م.
يعتقد بعض العلماء أن حضارة المقبرة إتش شاركت في تكوين الحضارة الفيدية بجانب حضارة نهر السوات وحضارة الفخار المغري.

## ملامح الحضارة
اتسمت تلك الحضارة بالمعالم والعادات الآتية:
- عادة حرق الموتى للتخلص من البقايا البشرية. كانت تُحفظ العظام داخل جرات مصنوعة من الفخار. وهي عادة مخالفة تمامًا لحضارة وادي السند التي كانت تدفن الموتى داخل نعوش خشبية. كانت عادتا حفظ العظام داخل الجرات ودفنها متقاربتين زمنيًا.[9]
- صناعة أدوات فخارية تميل للون الأحمر مطلية باللون الأسود باستخدام صبغة الظباء والطواويس إلخ.، ومزخرفة بأشكال الشمس والنجوم، مع استخدام عدة طرق لمعالجة السطح.
- توسعة المستوطنات في اتجاه الشرق.
- أصبح الأرز محصولًا رئيسيًا.
- تعطل حركة التجارة مع حضارة وادي السند، إذ لم تعد بعض المواد مُستخدمة مثل الأصداف البحرية.
- المواظبة على استعمال الطوب اللبن في البناء.

يمكن تفسير الزخارف المنقوشة على جرات الدفن الخاصة بحضارة المقبرة إتش من منظور الميثولوجيا الفيدية. فعلى سبيل المثال: يمكن تفسير صور الطواويس ذات الأجسام المجوفة وبداخلها أشكال بشرية صغيرة المنقوشة على جرات الموتى على أنها أرواح الموتى، أما صورة الكلب فهي على الأرجح تشير إلى كلب الإله ياما؛ إله الموت. وقد يُعد ذلك دليلًا على ظهور معتقدات دينية جديدة خلال تلك الفترة، ولكن الأدلة الأثرية لا تدعم الفرضية القائلة بأن سكان حضارة المقبرة إتش كانوا سببًا في دمار مدن وادي السند.

## الآثار القديمة
وقعت أول حادثة مؤكدة لحرق الموتى في الهند في حضارة المقبرة إتش، وذُكرت تلك العادة مُسبقًا بشيء من التفصيل في أسفار الڤيدا. أشارت نصوص ريجفدا أيضًا إلى تلك العادة الناشئة في الهند في السفر العاشر، الترتيل الخامس عشر، المقطع العاشر الذي يقول أن أسلاف البشر سيبعثون الموتى إلى الحياة سواء حُرقت أجسامهم أم لا.